# Clarence-ház

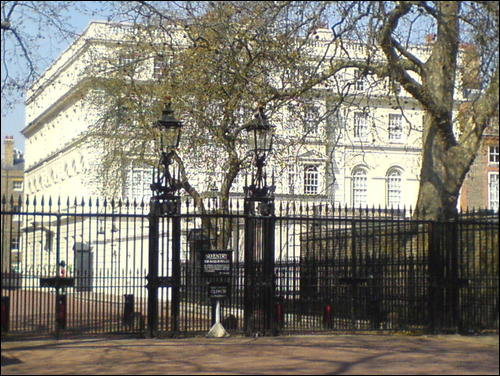
A Clarence-ház 2008-ban

A Clarence-ház egy brit királyi rezidencia a londoni Westminsterben, a The Mallon. A Szent Jakab-palotához csatlakozik, mellyel közös kerten osztoznak. 1953-tól 2002-ig Erzsébet királyné otthona volt. Utána Károly walesi herceg (a későbbi III. Károly király) és felesége, Kamilla hivatalos rezidenciája volt.
2003-tól 2011 áprilisáig Vilmos walesi herceg, 2003-tól 2012 márciusáig Henrik sussexi herceg hivatalos rezidenciájaként szolgált. Minden nyáron egy hónapig, általában augusztusban, nyitva áll a látogatók számára (jelenleg zárva tart a nyilvánosság elől 2020. augusztusáig). A négyszintes épület halvány műmárvány színben pompázik.
Az évek során széles körű átalakításon és rekonstrukción ment keresztül, leginkább a második világháború után, és kevés maradt meg az eredeti szerkezetből, amelyet John Nash tervezett. 2003 óta a Clarence-ház kifejezést használják metonímiaként a walesi herceg kabinetjére. (Azelőtt a Szent Jakab-palota kifejezést használták.) Szerepel az angol nemzeti örökségek listáján is.

## Történelem

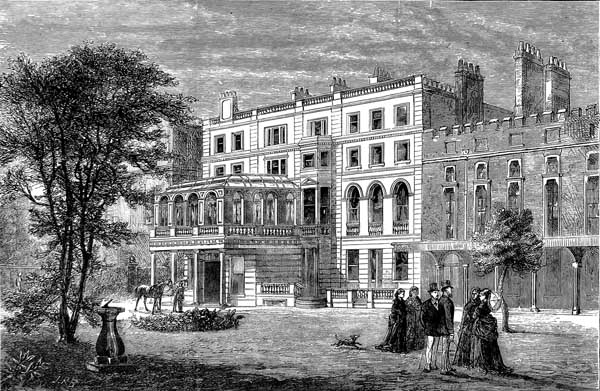
Régi rajz a Clarence-házról (1874)

A házat 1825 és 1827 között építették John Nash tervei alapján, akit Clarence hercege bízott meg, aki 1830-ban IV. Vilmos néven lett király (uralkodott: 1830–1837). Szívesebben élt ott, mint  a szomszédos Szent Jakab-palotában, az ősi Tudor-épület falai között, amelyet túl zsúfoltnak talált.
IV. Vilmos halála után testvére, Augusta Sophia hercegnő örökölte meg a házat, majd 1840-ben Viktória brit királynő édesanyja, Viktória szász–coburg–saalfeldi hercegnő otthonává vált. 1866-tól Viktória királynő második fiának, Alfrednek, a szász-coburg és gothai hercegnek (Edinburgh-i hercegnek is ismert) adott otthont 1900-ig.
Victoria királynő harmadik fia, Alfred fivére, Artúr herceg (Connaught és Strathearn hercege) 1900-tól haláláig, 1942-ig használta a házat. Hivatali ideje alatt, egy rövid ideig az 1930-as években, ez volt a Keleti és Afrikai Tanulmányok Iskola könyvtárának helyszíne, amíg 1939-ben London összes egyetemét evakuálták, és az iskolát ideiglenesen Cambridge-be költöztették.
A második világháború alatt (1940–41) ellenséges bombázások által súlyos károkat szenvedett. Connaught herceg 1942-es halálát követően a Vöröskereszt és a Szent János Mentőszolgálat használta székhelyként.
Az 1947-es házasságukat követően II. Erzsébet brit királynő és férje, Fülöp edinburgh-i herceg lakhelye lett. 1950-ben itt született meg lányuk, Anna hercegnő.
A hercegnő, apja, VI. György király halála (1952. február 6.) és II. Erzsébet királynőként való trónra lépése után, 1953-ban költözött a Buckingham palotába. Anyja, Bowes-Lyon Erzsébet brit királyné és Margit hercegnő élt ezek után a Clarence-házban. Özvegy évei kezdetén az anyakirálynő megvásárolta a skóciai Mey-kastélyt, mely nyári rezidenciájukként szolgált.
Margit hercegnő később a Kensington Palotában élt, miközben az anyakirálynő a Clarence-házban és a Mey-kastélyban maradt, egészen 2002. márciusi haláláig. A 2003-as felújítás után, a walesi hercegnek adott otthont a Clarence-ház. A házat teljesen átalakították, a legtöbb helyiséget Robert Kime belsőépítész tervezte újra, és az épület külső megvilágítást kapott.

## A Clarence-ház ma
A királyi rezidencia irodaként is szolgál Károly herceg személyzete számára, míg a ház fő szobái fogadásokra, és az Egyesült Királyság hivatalos látogatóinak elszállásolására szolgálnak.
A rezidencia öt földszinti terme, a nappali mellett többek között a könyvtár, az ebédlő, valamint az a szoba nyílt meg, amelyben II. Erzsébet királynő legidősebb fia és felesége, Kamilla cornwalli hercegné a világ minden tájáról hivatalos látogatásra érkező vendégeket fogadja.
A Clarence Ház csaknem 50 éven át, 1953-tól 2002-ig II. Erzsébet édesanyjának, az anyakirálynénak az otthona volt, és a berendezés mind a mai napig az ő ízlését tükrözi. A látogatók egyórás vezetett túra keretében nézhetik meg a szobákat.

## Fordítás
Ez a szócikk részben vagy egészben  a   Clarence House című angol Wikipédia-szócikk ezen változatának fordításán alapul.  Az eredeti cikk szerkesztőit annak laptörténete sorolja fel. Ez a jelzés csupán a megfogalmazás eredetét és a szerzői jogokat jelzi, nem szolgál a cikkben szereplő információk forrásmegjelöléseként.